# Operação Passe Livre
Operação Passe Livre é uma operação da Polícia Federal do Brasil deflagrada em 24 de novembro de 2015, representando a 21.ª fase da Operação Lava Jato. O pecuarista José Carlos Bumlai foi preso na operação.
As investigações desta fase, de acordo com a PF, partem de apuração das circunstâncias de contratação de navio sonda, pela Petrobras, com "concretos indícios de fraude no procedimento licitatório".
Foram cumpridos 25 mandados de busca e apreensão, um de prisão preventiva e seis de condução coercitiva, nas cidades de Lins, Piracicaba, Campo Grande, Rio e Brasília.

## Prisões
Foi preso na operação em um hotel de Brasilia, o pecuarista e amigo de Lula, José Carlos Bumlai.
Além de prender Bumlai, a PF fez buscas na casa dele, à procura de provas como documentos e computadores. Dois filhos dele são alvo de condução coercitiva.
Os investigados responderão por crimes de fraudes à licitação, falsidade ideológica, falsidade de documentos, corrupção ativa, corrupção passiva, tráfico de influência, lavagem de dinheiro, entre outros.